# ۱-هگزن
۱-هگزن (به انگلیسی: 1-Hexene) با فرمول شیمیایی C6H12 یک ترکیب شیمیایی است؛ که جرم مولی آن ۸۴٫۱۶۰۸ g/mol می‌باشد. شکل ظاهری این ترکیب، مایع بی‌رنگ است.
۱-هگزن ایزومر عاملی سیکلوهگزان است.
|            |        |
| سیکلوهگزان | ۱-هگزن |